# Octavian Buda
Octavian Buda (n. 22 aprilie 1966, București, România) este un medic psihiatru român și istoric al medicinei. Este profesor universitar în cadrul Universității de Medicină și Farmacie „Carol Davila” din București, unde conduce catedra de istoria medicinei din 2009.

## Carieră
După studii la Liceul „Cantemir Vodă” din București, a urmat Facultatea de Medicină a Universității „Carol Davila” București (absolvită în 1992) și Facultatea de Filozofie a Universității București (absolvită în 1997 cu o lucrare despre Karl Jaspers). Este doctor în științe medicale din 2002, cu o teză despre criteriologia psihiatriei judiciare. A fost bursier al Fundației Volkswagen - Germania, în 1998, la Universitatea Liberă din Berlin. Visiting Fellow în istoria medicinei al universităților Oxford Brookes, Liverpool, Birmingham (Marea Britanie), Freiburg, Ulm și Köln (Germania). Face parte dintr-o serie de colective redacționale (dintre care cele mai notabile sunt: Medical History Journal - Cambridge, Revista Germană de Medicină Legală - Rechtsmedizin, Revista Română de Medicină Legală - RJLM, Noesis - Revista Comitetului Român de Istoria și Filozofia Științei și Tehnicii al Academiei Române - CRIFST). 
A fost între 2015-2017, președintele Asociației Europene de Istorie a Medicinei (EAHMH - The European Association for the History of Medicine and Health), fiind primul est-european care a ajuns în fruntea acestei societăți, fondată la Strasbourg în 1989. Este al doilea român, după Victor Gomoiu, care a condus o societate internațională de istoria medicinei. 
A obținut o serie de premii internaționale (Young Investigator Award of the International Association of Forensic Sciences - IAFS, Tokyo, 1996; Premiul Societății Germane de Medicină Legală, Essen, 2000, precum și două premii ale Societății Internaționale de Istoria Medicinei - ISHM, la Barcelona, 2011 și Tbilisi, 2014).

## Publicații
Studiile sale acoperă aspecte variate ale istoriei medicinei românești și universale, interrelația dintre medicină și filozofie, antropologie culturală, bioetică, psihanaliză. Contribuții în istoria medicinei legale și a psihiatriei românești, istoria anatomiei comparate, istoria fotografiei medicale, reconfirmate în publicații de profil occidentale. Abordări patografice în volumul „Maladia lui Eminescu și maladiile imaginare ale eminescologilor” - sub red. Eugen Simion (Editura Fundația Națională pentru Știință și Artă, 2015, București). 

### Publicații istoriografice pe plan internațional
- The Age of Informed Consent: A European History, (co-editor cu Sorin Hostiuc). Cambridge Scholars Publishing, 2018.
- Philosophical Foundations and the Role of Counseling in the Ethics of Informed Consent (co-autor cu Laurențiu Staicu) în: Emilian Mihailov, Tenzin Wangmo, Victoria Federiuc, Bernice Elger (eds.): Contemporary Debates in Bioethics: European Perspectives. Sciendo De Gruyter, Berlin, 2018.
- Historical Aspects of Legal Medicine in Romania (co-autor cu George Cristian Curcă și Violeta Chirică) în: Burkhard Madea (ed.): History of Forensic Medicine. Lehmanns Media, Berlin 2017.
- Urology in Interwar Romania and during the Second World War, în: Dirk Schultheiss, Friedrich Moll (eds.): Urology under the Swastika. Davidsfonds Uitgeverij, Leuven 2017 Arhivat în 28 iulie 2019, la Wayback Machine..
- Die Rezeption des Vegetarismus in der Rumänischen Länder. Pavel Vasici Ungureanu, 1806-1881 (Receptarea vegetarianismului în Țările Române), în: Thede Kahl, Peter Mario Kreuter, Christina Vogel (eds.), Culinaria Balcanica, Forum Rumänien. Frank & Timme Verlag, Berlin, 2014.
- Black Death at the Outskirts of the Ottoman and Habsburg Empire: The Epidemics in the Phanariot Bucharest (1711-1821), în: Teodora Sechel (ed.), Medicine within and between the Habsburg and Ottoman Empires, 18th-19th Centuries. Winkler Verlag, Bochum, 2011.
- The Face of Madness in Romania: The Origin of Psychiatric Photography in Eastern Europe, History of Psychiatry, vol. 21, nr. 3, SAGE Publishing, Cambridge, 2010.

## Cărți
- Iresponsabilitatea, Editura Științelor Medicale, București, 2006.
- Criminalitatea, o istorie medico-legală românească, Editura Paralela 45, București, 2007.
- O antropologie a marginalului. Psihiatria judiciară românească: 1860-1940, Editura Caligraf, București, 2007.
- Despre regenerarea și... degenerarea unei națiuni, Editura Tritonic, București, 2009 Arhivat în 25 iulie 2019, la Wayback Machine..Premiul pentru publicistică al Asociației Medicale Române, 2011.[7]
- Medicină socială și identitate națională. Antropologie culturală, psihiatrie și eugenism în România: 1800-1945, Editura Muzeului Național al Literaturii Române, 2013 Arhivat în 25 iulie 2019, la Wayback Machine..
- România fără anestezie. Discurs medical și modernitate în vremea lui Carol I, Editura Vremea, București, 2013.[8]
- Alte capitole din istoria psihiatriei românești, (co-editor cu Gavril Cornuțiu), Editura Universității din Oradea, 2014 Arhivat în 25 iulie 2019, la Wayback Machine..
- Scurtă istorie a revanșei. Duel sau crimă?, (co-autor cu Adrian Majuru și Elena Olariu), Editura Muzeului Municipiului București, 2016.
- Minovici, o sută de ani de pionierat, (co-autor cu Adrian Majuru), Editura Muzeului Municipiului București, 2017. Premiul "Andrei Oțetea" al Academiei Oamenilor de Știință din România, 2019.
- Autopsii medico-istorice, Editura Tritonic, București, 2019. Premiul "Victor Babeș" al Academiei Române, 2021.
- Giudețul nebuniei. Expertize psihiatrice în trecutul românesc: 1646-1940, Editura Academiei Române, București, 2021.
- Privirea lui Thanatos. Epidemii, războaie, asasinate, masacre în şase istorii medicale locale şi globale, Editura Polirom, Iaşi, 2024.

### Ediții de carte îngrijite
- Emilian Ezechil, La porțile infernului: 1941-1945, Editura Tritonic, 2008.
- Vladimir Beliș, O jumătate de veac în slujba medicinei legale, Editura Medicală, București, 2010 Arhivat în 25 iulie 2019, la Wayback Machine..

## Gazetărie
Colaborări la reviste culturale, cu articole aflate la interferența dintre medicină și cultură: Observator cultural, Historia, Lettre Internationale, Dilemateca, Krisis, Cultura (Fundația Culturală Augustin Buzura), Dilema Veche, Revista Astra, Cuvântul, Viața Medicală, Revista Medicală Română, Medic.ro Arhivat în 23 aprilie 2019, la Wayback Machine..